# Baeocera robertiana
Espèce
Synonymes
- Baeocera roberti Löbl, 1986 (préoccupé)

Baeocera robertiana est une espèce de coléoptères de la famille des Staphylinidae et de la sous-famille des Scaphidiinae.

## Répartition et habitat
Cette espèce est décrite de Sumatra, en Indonésie.

## Taxinomie
L'espèce est initialement décrite par Ivan Löbl en 1986 sous le nom de Baeocera roberti. Ce nom s'avère être homonyme de Baeocera mussardi roberti Löbl, 1979 du sud de l'Inde, et le nom de remplacement Baeocera robertiana est donc donné par Löbl en 1990.